# Andrzej Markowski (językoznawca)
Andrzej Jan Markowski (ur. 27 listopada 1948 we Wrocławiu) – polski profesor zwyczajny, językoznawca, gramatyk normatywny i leksykograf.

## Życiorys

### Wykształcenie
W 1971 ukończył z wyróżnieniem Wydział Polonistyki UW. W latach 1974–1976 staż naukowy w Instytucie Badań Literackich PAN. W 1976 obronił na UW doktorat na podstawie pracy Antonimy przymiotnikowe we współczesnej polszczyźnie. W latach 1980–1984 prowadził lektorat języka polskiego na Uniwersytecie Florenckim, a w 1991 na Uniwersytecie Komeńskiego w Bratysławie. W 1990 habilitował się na UW na podstawie rozprawy Leksyka wspólna różnym odmianom polszczyzny. W 1993 objął stanowisko profesora nadzwyczajnego. W 1996 uzyskał tytuł profesora.
Pełnił wiele funkcji, m.in.: wicedyrektora (1984–1990) i dyrektora (1991–1999, 2005–2012) Instytutu Języka Polskiego UW, kierownika Zakładu Leksykologii i Kultury Języka INP UW (1991–2008), przewodniczącego Rady Naukowej INP UW (1999–2005), członek Senatu UW, przewodniczący komisji senackich i rektorskich do spraw pracowniczych i profesorskich (od 2005).
Pracownik naukowy Uniwersytetu Warszawskiego od 1971 do 2022 roku. Od 2002 jako profesor zwyczajny w Instytucie Języka Polskiego Wydziału Polonistyki UW, senator UW. Członek Rady Języka Polskiego przy Prezydium PAN od początku jej istnienia, czyli od 1996, do 2021, zastępca przewodniczącego w latach 1996–2000, w latach 2000–2018 przewodniczący, a w latach 2019–2021 jej honorowy przewodniczący. Od 2001 członek, a od 2007 wiceprzewodniczący Komisji Standaryzacji Nazw Geograficznych poza Granicami RP. Członek rzeczywisty Towarzystwa Naukowego Warszawskiego, członek Collegium Invisibile (w latach 2007–2010 – zastępca sekretarza generalnego).

### Działalność naukowa
Jego zainteresowania badawcze to semantyka, leksykologia, leksykografia i kultura języka polskiego. Opublikował z tego zakresu ponad 40 pozycji książkowych: monografii naukowych (np. Leksyka wspólna różnym odmianom polszczyzny, Antonimy przymiotnikowe we współczesnej polszczyźnie), słowników (m.in. Nowy słownik poprawnej polszczyzny PWN, Wielki słownik ortograficzny języka polskiego, Wielki słownik wyrazów obcych i trudnych), książek popularnonaukowych (np. Polszczyzna znana i nieznana, Czy znasz polszczyznę? Zagadki językowe, Jak dobrze mówić i pisać po polsku, Język polski. Poradnik Profesora Andrzeja Markowskiego) i podręczników szkolnych oraz ok. 160 artykułów naukowych i kilkaset felietonów popularnonaukowych. Współautor (z Jerzym Bralczykiem i Janem Miodkiem) książek Wszystko zależy od przyimka i Trzy po 33. Jest popularyzatorem wiedzy o języku i propagatorem kultury języka w licznych audycjach radiowych (ponad 5000 nagrań) i telewizyjnych oraz w odczytach i wykładach dla różnych środowisk (m.in. uczniów, nauczycieli, wydawców, dziennikarzy, biznesmenów). Współtwórca programu nauczania i podręcznika „Pamiętajcie o ogrodach…”.
Autor wielu dyktand w ogólnopolskim konkursie „Dyktando” i w licznych konkursach regionalnych.
Od 2019 do 2022 roku członek Zespołu Nazewnictwa Miejskiego w Urzędzie m.st. Warszawy.

## Kontrowersje
W 2021 Komisja Rektorska ds. Przeciwdziałania Dyskryminacji na UW uznała za uzasadnione zarzuty o wieloletnie molestowanie seksualne przez niego studentek. Andrzej Markowski zaprzeczył zarzutom, ponadto stwierdził, że nie zastosowano zasady domniemania niewinności, a zarzuty nie zostały stwierdzone w niezależnym postępowaniu. Prokuratura, po zgłoszeniu przez rektora możliwości popełnienia przestępstwa przez A. Markowskiego odmówiła wszczęcia śledztwa, gdyż nie stwierdziła znamion czynu zabronionego.

## Wyróżnienia i nagrody
- Medal Komisji Edukacji Narodowej
- Złoty medal „Zasłużony Kulturze Gloria Artis” (2015)
- Tytuł doktora honoris causa Uniwersytetu Jana Kochanowskiego w Kielcach (11 czerwca 2015)[9]
- 45-lecie pracy naukowo-dydaktycznej na UW (2016)
- Radiowy Honorowy Złotym Mikrofonem „za wybitne osiągnięcia w propagowaniu pięknej polszczyzny na wszystkich antenach Polskiego Radia” (2010)
- Nagroda Rektora UW (kilkakrotnie)
- Nagroda Ministra Nauki i Szkolnictwa Wyższego